# Bernard z Offidy
Blahoslavený Bernard z Offidy, vlastním jménem Bernard Peroni (7. září 1604 – 22. srpna 1694), byl italský kapucín a asketa. Katolická církev jej uctívá jako blahoslaveného.

## Život
Pocházel z Villa d’Appignano poblíž Offidy a v dětství byl pasákem ovcí. Dne 15. února 1626 začal noviciát u kapucínů a přijal řeholní jméno Bernard. Teologii nestudoval, byl laickým bratrem. V klášteře vykonával postupně funkce kuchyňského pomocníka a infirmáře. Také chodil prosit o almužny. Na sklonku života byl klášterním vrátným. Byl zde často vyhledáván lidmi jako duchovní rádce. Měl také dar uzdravování, kterým se ale nijak nechlubil, a když k nějakému uzdravení došlo, připisoval jej sv. Felixi z Cantalice. Zemřel 22. srpna 1694 ve věku 89 let.
Beatifikační proces začal až s určitým časovým odstupem, od roku 1745, ač zprávy o zázracích na přímluvu tohoto bratra se rozšířily už záhy po jeho smrti. Beatifikace se konala 25. května 1795.